# Ginsheim-Gustavsburg
Ginsheim-Gustavsburg – miasto w Niemczech, w kraju związkowym Hesja, w rejencji Darmstadt, w powiecie Groß-Gerau. Do 20 lutego 2013 samodzielna gmina.